# Anjelska daň
Anjelska daň az Elán együttes tizenharmadik nagylemeze 2010-ból, amely Szlovákiában jelent meg.

## Dalok
1. Anjelska daň (Baláž – Filan) – 4:04
2. Rockerhotel (Patejdl – Filan) – 3:54
3. Maj sa rád (Jursa) – 4:13
4. Smutný Ír (Patejdl – Filan) – 3:34
5. Jedenáste prikázanie (Patejdl – Filan) – 4:18
6. Päť druhov ohňa (Patejdl – Filan) – 3:53
7. Sto rozchodov (Baláž – Filan) – 3:43
8. Nežný a plný energie (Ráž – Filan) – 4:04
9. Cigánka mi vyveštila z dlane (Patejdl – Filan) – 4:00
10. To nevadí (Jursa) – 4:12
11. Šťastie (Baláž – Filan) – 3:13
12. Návrat strateného syna (Patejdl – Filan) – 4:10
13. Kde si (Jursa) – 3:51
14. Nepereživaj (Horňák – Brezáni) – 3:10

## Az együttes tagjai
- Jožo Ráž – basszusgitár, ének
- Jano Baláž – szólógitár, ének
- Václav Patejdl – billentyűs hangszerek, ének
- Farnbauer Péter – gitár
- Ľubomír Horňák – billentyűs hangszerek, vokál
- Henry Tóth - gitar, basszusgitár
- Boris Brna – dobok, ütős hangszerek

Közreműködött:
- Erik Boboš Procházka - harmonika
- Jano "Puco" Baláž – zenei rendező
- Alan Lesyk - borítóterv